# Sonja Smith

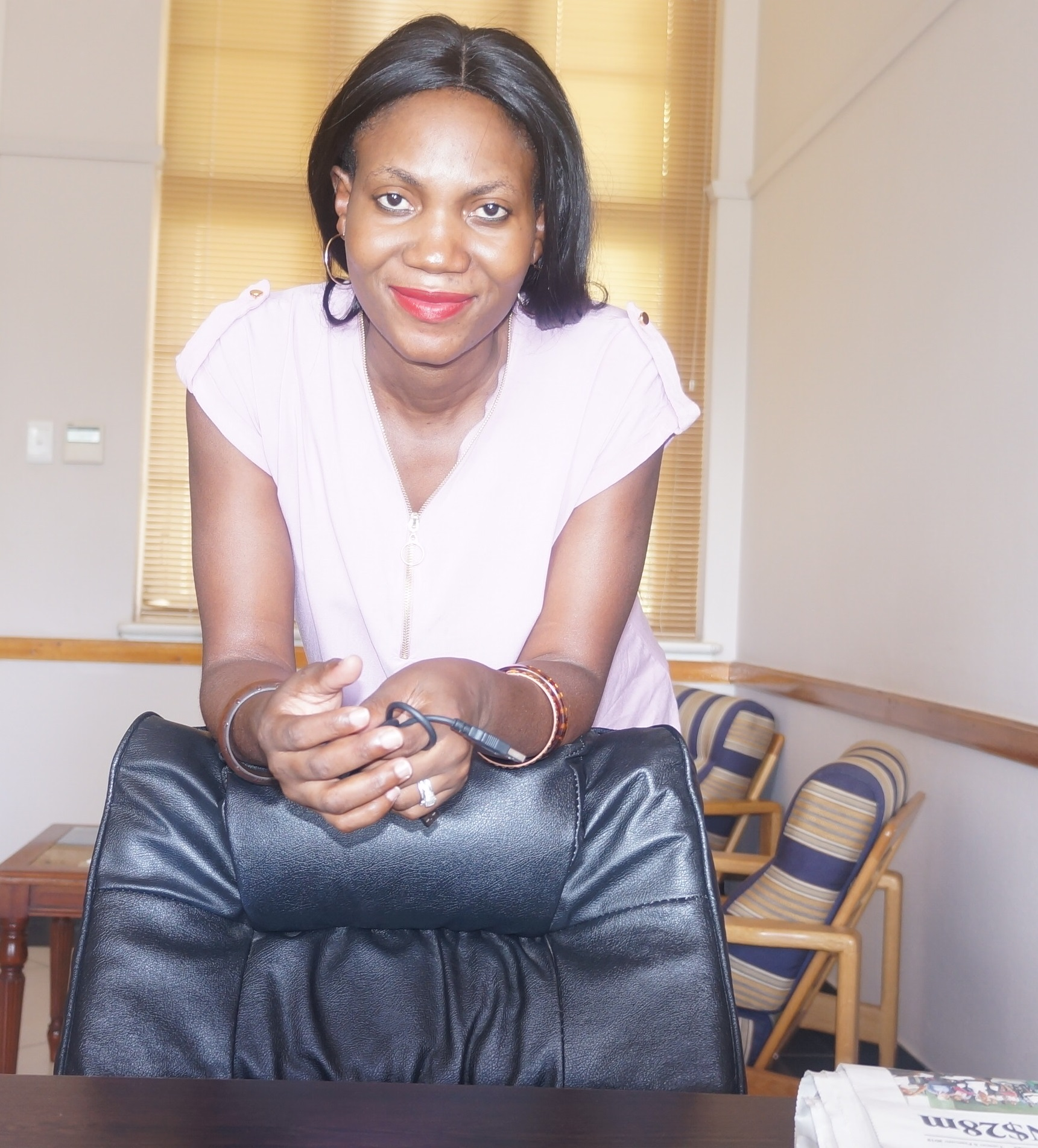
Sonja Smith (2019)

Sonja Ndahafa Smith (* 3. April 1990 in Okahao) ist eine namibische Investigativjournalistin.

## Leben
Sonja Smith begann nach einem abgebrochenen Studium bei einer Lokalzeitung Meinungsbilder zu aktuellen Themen zu schreiben. Zwei Jahre später absolvierte sie ein Praktikum in einer Nachrichtenredaktion und war hauptsächlich als Gerichtsreporterin tätig. Nach einem Jahr wechselte sie ins Themenfeld Politik- und Investigativjournalismus.
2018 machte sie in einem Artikel öffentlich, dass der namibische Handels- und Industrieminister Tjekero Tweya von einem angolanischen Geschäftsmann Land kaufen wollte, ohne den damaligen Finanzminister Calle Schlettwein davon zu informieren. Einen Tag nach der Veröffentlichung wurde dieser Deal rückgängig gemacht.
Smith hat bei verschiedenen Zeitungen Namibias gearbeitet, darunter Confidénte, Windhoek Observer und The Namibian. Sie arbeitet als freie Journalistin für den Investigativbereich von The Namibian und als Korrespondentin für die Nachrichtenagentur Associated Press.
Das Ziel von Smiths journalistischer Arbeit ist, die Situation gewöhnlicher Menschen zu zeigen und auf Missstände hinzuweisen. Sie ist Mitglied des Center for Collaborative Investigative Journalism (CCIJ), einem internationalen Netzwerk von Journalisten, Fotografen und Datenwissenschaftlern.
Sonja Smith wurde 2021 für ihre Artikel über Wasserarmut (Dying for a drop, Grape crop brings in millions, but farm workers live a harsh life) zur namibischen Journalistin des Jahres gewählt.

## Auszeichnungen
- 2021: Journalistin des Jahres und bester Artikel in der Kategorie Landwirtschaft und Umwelt (best agriculture & environment category award), EFN Namibische Journalismuspreise[8][9]
- 2021: Beste Printjournalistin, Merck Medienpreise (award best print media journalist)[10]

### Ausgezeichnete Artikel
- The agony of infertility (deutsch Die Qual der Unfruchtbarkeit), The Namibian, März 2020.
- Dying for a drop (deutsch: Für einen Tropfen sterben) Center for Collaborative Investigative Journalism (CCIJ), Juni 2020.
- Grape crop brings in millions, but farm workers live a harsh life (deutsch: Traubenernte bringt Millionen ein, aber Feldarbeiter leben ein hartes Leben), The Africa Brief, Dezember 2020.